# Dard de taques blanques
El dard de taques blanques (Hesperia comma) és una espècie de lepidòpter papilionoïdeu de la família dels hespèrids (Hesperiidae) present als Països Catalans.

## Distribució
Espècie holàrtica, amb presència a gran part d'Europa, des del sud de la península Ibèrica, sud de la península Itàlica i sud de Grècia fins al nord d'Escandinàvia i nord-est de la Rússia europea. També present al nord-oest d'Àfrica, al Marroc i Algèria, l'Àsia temperada desde Turquia fins a l'Amur, i nord-oest d'Amèrica del Nord. Absent de les principals illes mediterrànies, excepte el nord de Sicília, mentre que a les illes Britàniques es troba al sud d'Anglaterra. A la península Ibèrica és relativament comuna a la meitat nord, mentre que a la meitat sud és rara i local, trobant-se en algunes localitats de muntanya. A Catalunya, ocupa sobretot zones muntanyoses de la meitat nord, mentre que és molt més escassa o absent prop de la costa i en les grans planes agrícoles.

## Descripció
Envergadura alar d'entre 27 i 32 mm. Lleuger dimorfisme sexual, en presentar el mascle un androconi a l'anvers de l'ala anterior i pel diferent color de les taques de l'anvers. En el mascle, anvers amb el fons ataronjat i una banda fosca prop del marge que inclou diverses taques ataronjades o de color groc pàl·lid. La femella és similar, però les taques són blanques i no presenta androconi. Revers de l'ala anterior ataronjada, amb la base negra i diverses taques blanques properes a la punta verd grisosa. Revers de l'ala posterior verdosa amb diverses taques blanques ben marcades que formen dues bandes.

## Hàbitat
Llocs oberts i ben assolellats amb abundància de la seva planta nutrícia, com ara prats o erms amb afloraments rocosos, tant en sòls calcaris com en sòls no calcaris. Rang altitudinal des del nivell del mar fins als 2500 m. L'eruga s'alimenta de diverses gramínies, sobretot Festuca ovina o també F. liviensis a la península Ibèrica, mentre que altres espècies menys habituals inclouen Lolium perenne o Nardus stricta.

## Període de vol i hibernació
Vola en una generació entre finals de juny i mitjans de setembre, segons la localitat. Hiverna com a eruga a l'interior de l'ou en localitats a baixa altitud, i com a eruga jove en zones de muntanya. A Alaska, s'han de completar dos cicles per tal que l'adult emergeixi, hivernant durant el primer com a ou i com a eruga o pupa durant el segon.

## Comportament i particularitats biològiques
Els mascles són territorials i els adults tenen un vol molt ràpid i erràtic, sempre a prop de terra. En aturar-se, tanquen les ales, dificultant-ne la detecció. Les femelles ponen els ous individualment a l'extrem de les fulles de les seves plantes nutrícies i escullen peus que estiguin envoltats de sòl nu.

## Galeria

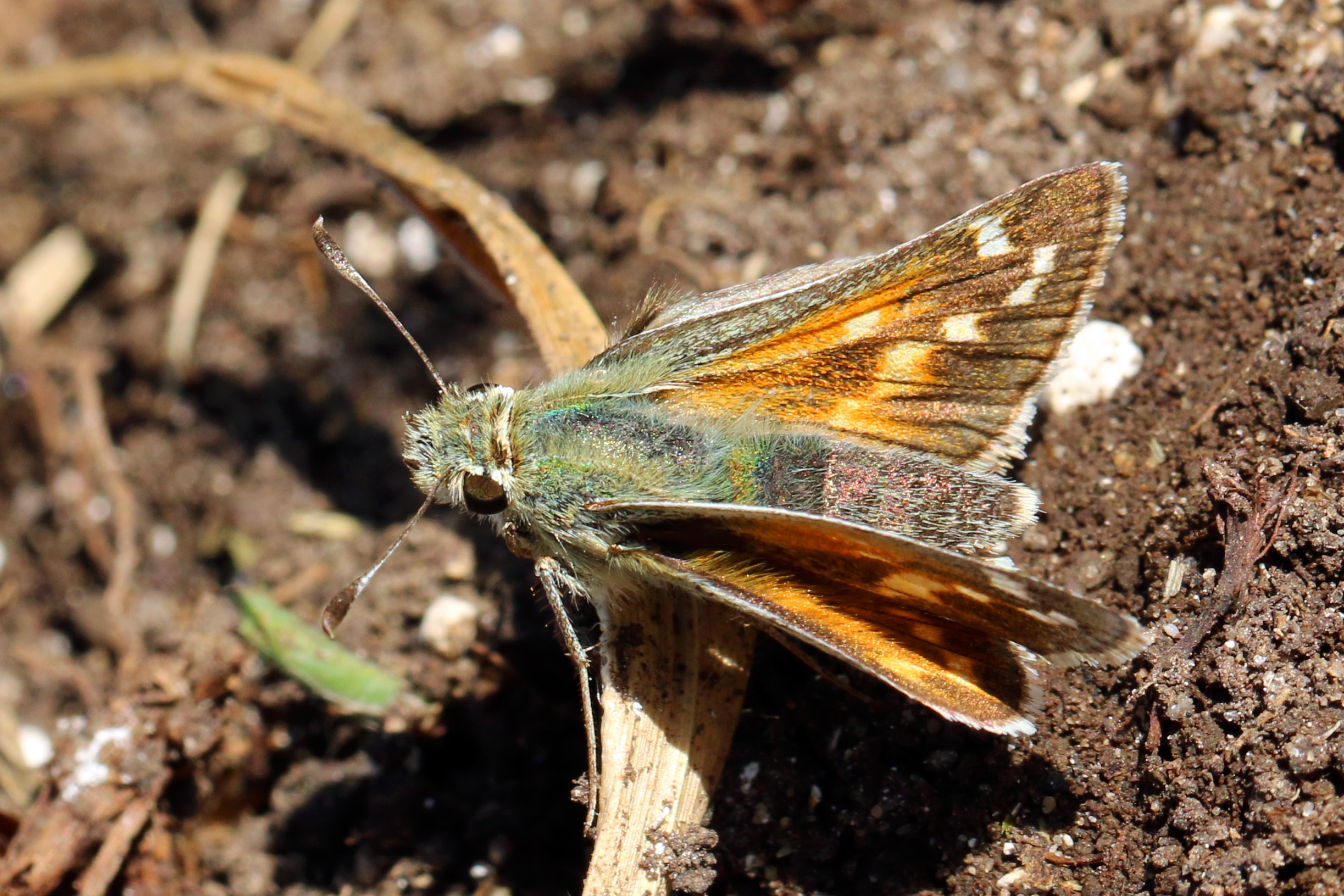
Anvers d'una femella
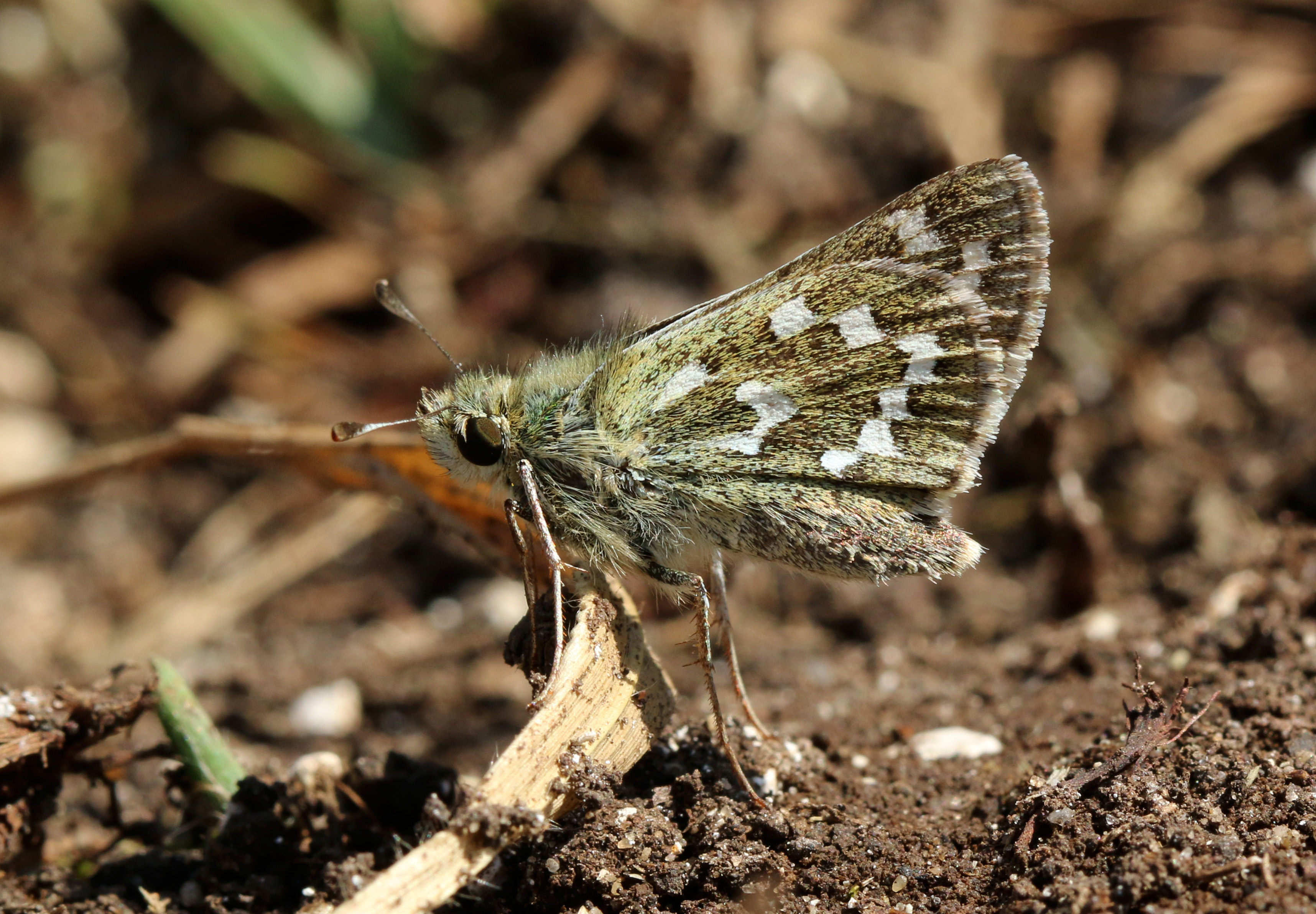
Revers d'una femella
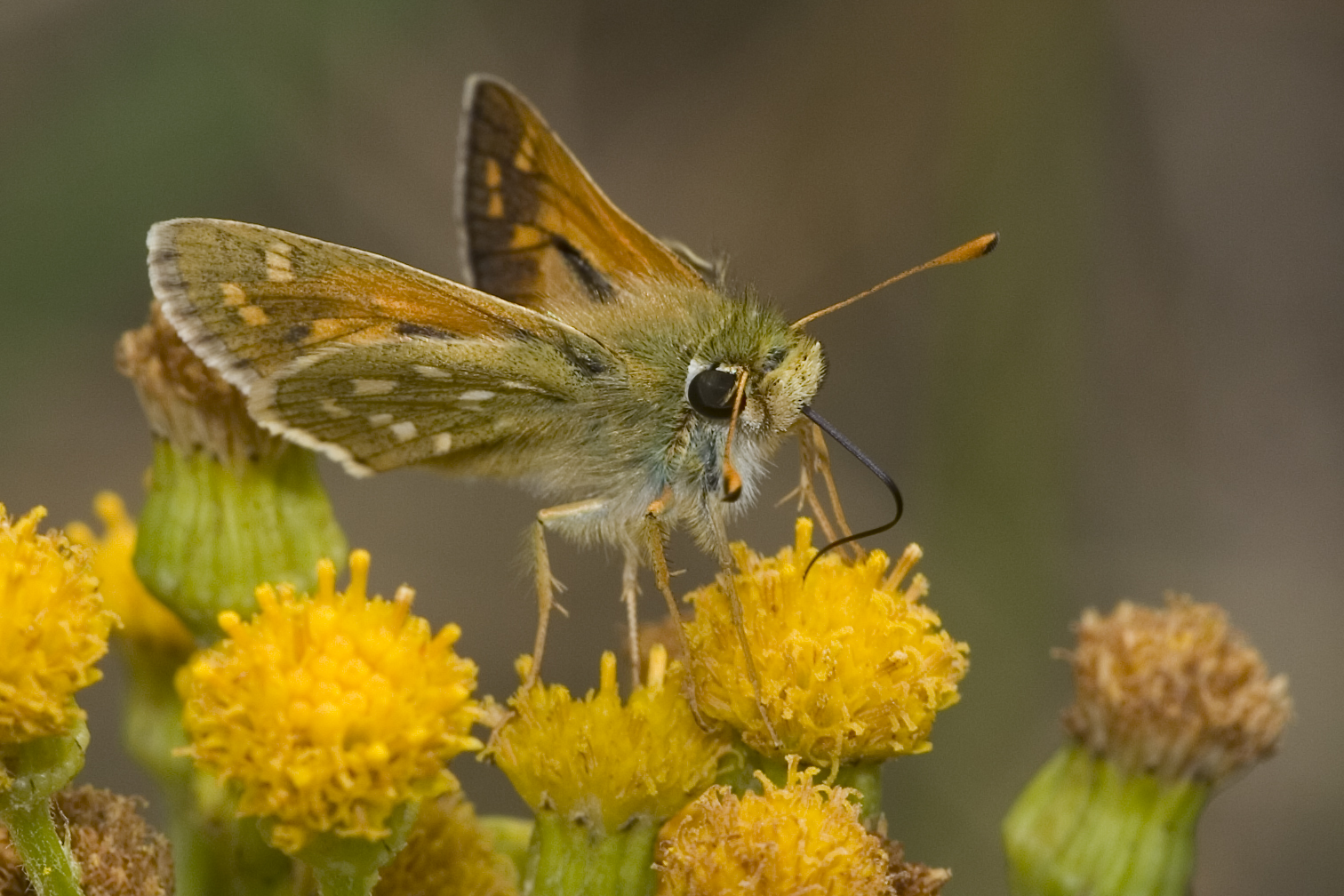
Adult alimentant-se